# تپه باستانی منجوق تپه سیراب
واقع در شمال غربی امامزاده موسی شهرک هیو از توابع شهرستان ساوجبلاغ.شامل سفال‌های شکسته در سر قبر از نوع بدون لعاب و لعابدار سفید، آبی، لاجوردی.
- قدمت : قبل اسلام، اسلامی، تیموری، صفوی، قاجاریه

در نزدیکی قبرستان تپه ای به نام منجوق تپه وجود دارد که شامل قطعات و مهره‌های سفالی و خمیر شیشه مربوط به دوران تاریخی و قبل تاریخ است. احتمال میرود این محوطه باستانی زمانی پوشیده از جنگل بوده که امروزه تخریب گردیده است.